# Amorpha ouachitensis
Espèce
Classification phylogénétique
Statut de conservation UICN

 VU B1ab(iii) : Vulnérable
Amorpha ouachitensis, le faux indigotier d'Ouachita, est une espèce de plantes à fleurs de la famille des Fabacées. C'est un arbrisseau originaire d'Amérique du Nord.

## Description
Amorpha ouachitensis est un petit arbrisseau caduc de moins de deux mètres de haut et à port étalé.
Ses feuilles sont composées, imparipennées, allongées, avec de nombreux folioles (mais moins de vingt) au court pédicelle.
Ses fleurs, nombreuses sur des inflorescences en épi, sont violettes. Elles s'épanouissent de mai à juillet. Comme toutes les espèces du genre, elles ne comportent qu'un pétale (l'étendard) enveloppant le pistil et les étamines.

## Distribution
Amorpha ouachitensis est originaire des États-Unis (Oklahoma, Arkansas).
Il supporte un climat assez rigoureux et se développe préférentiellement en terrain léger se ressuyant rapidement.

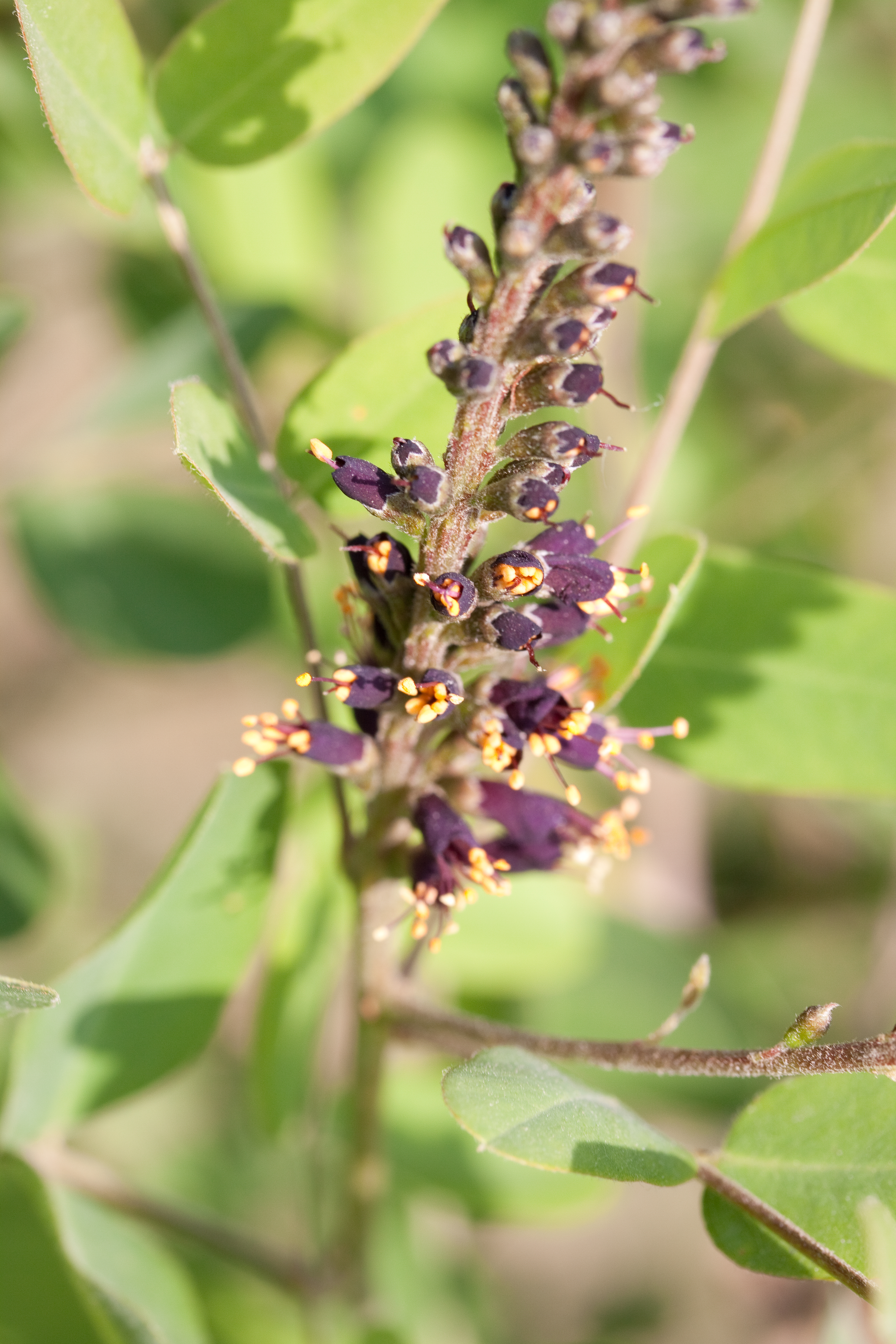
Fleurs.
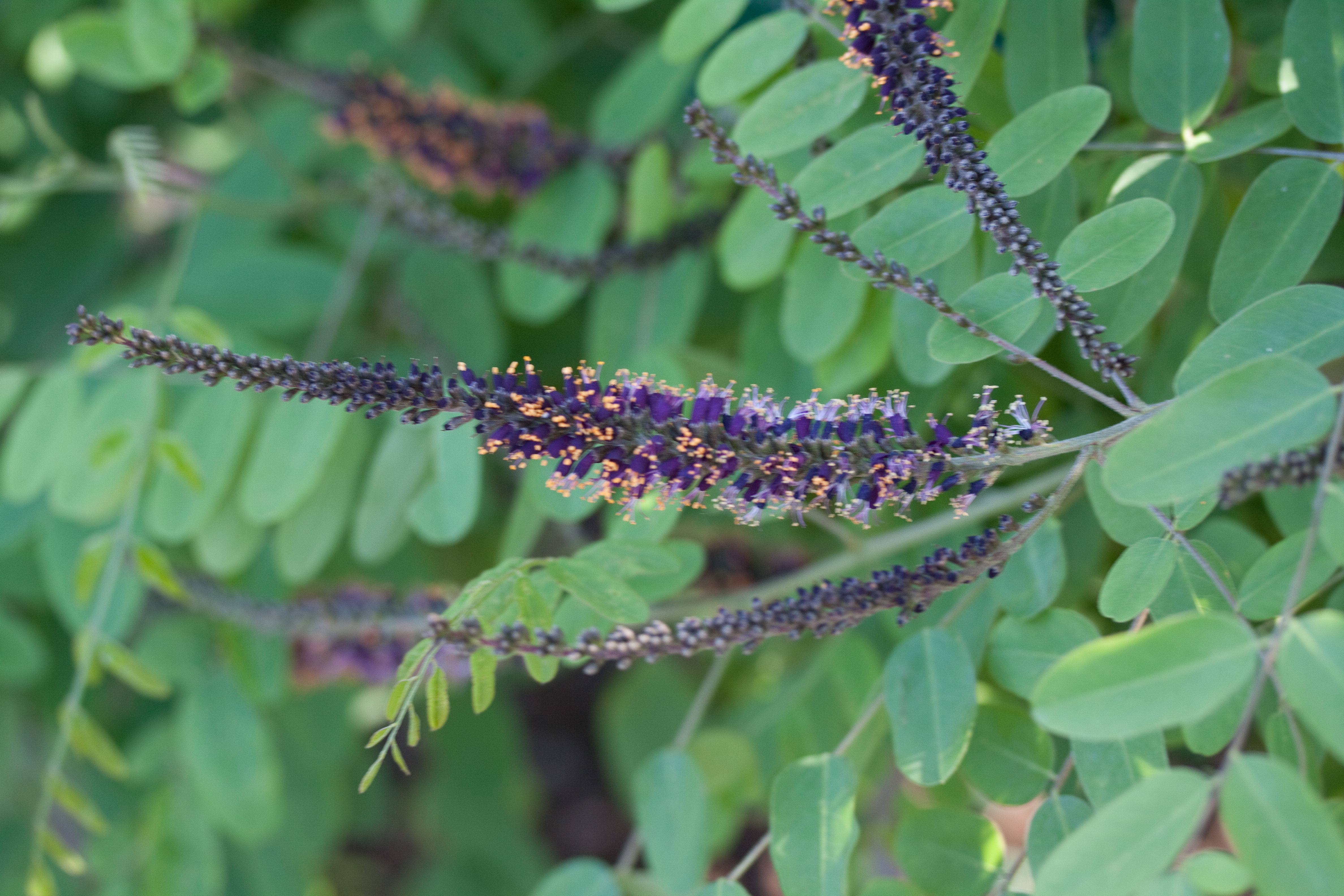
Fleurs.
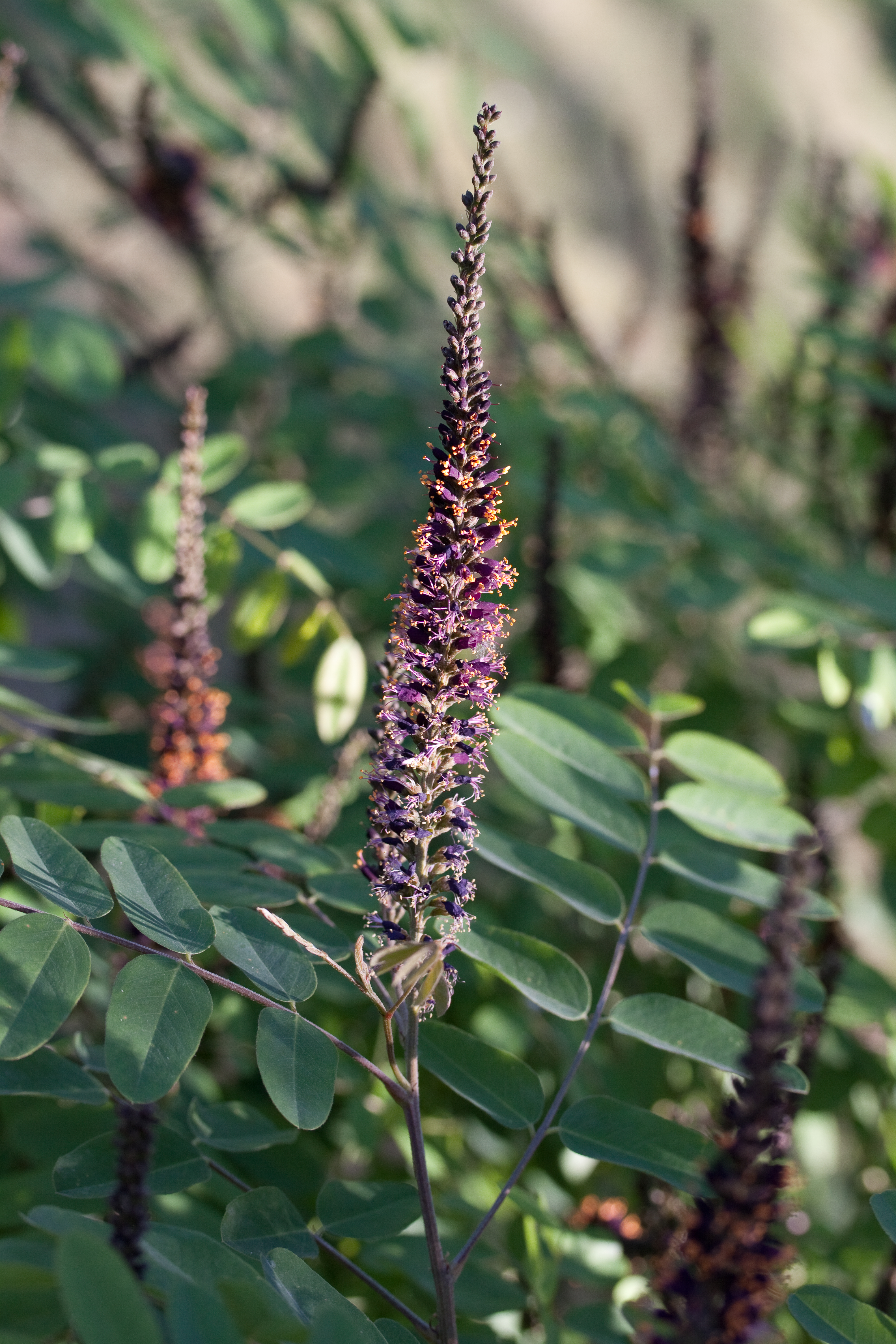
Fleurs.
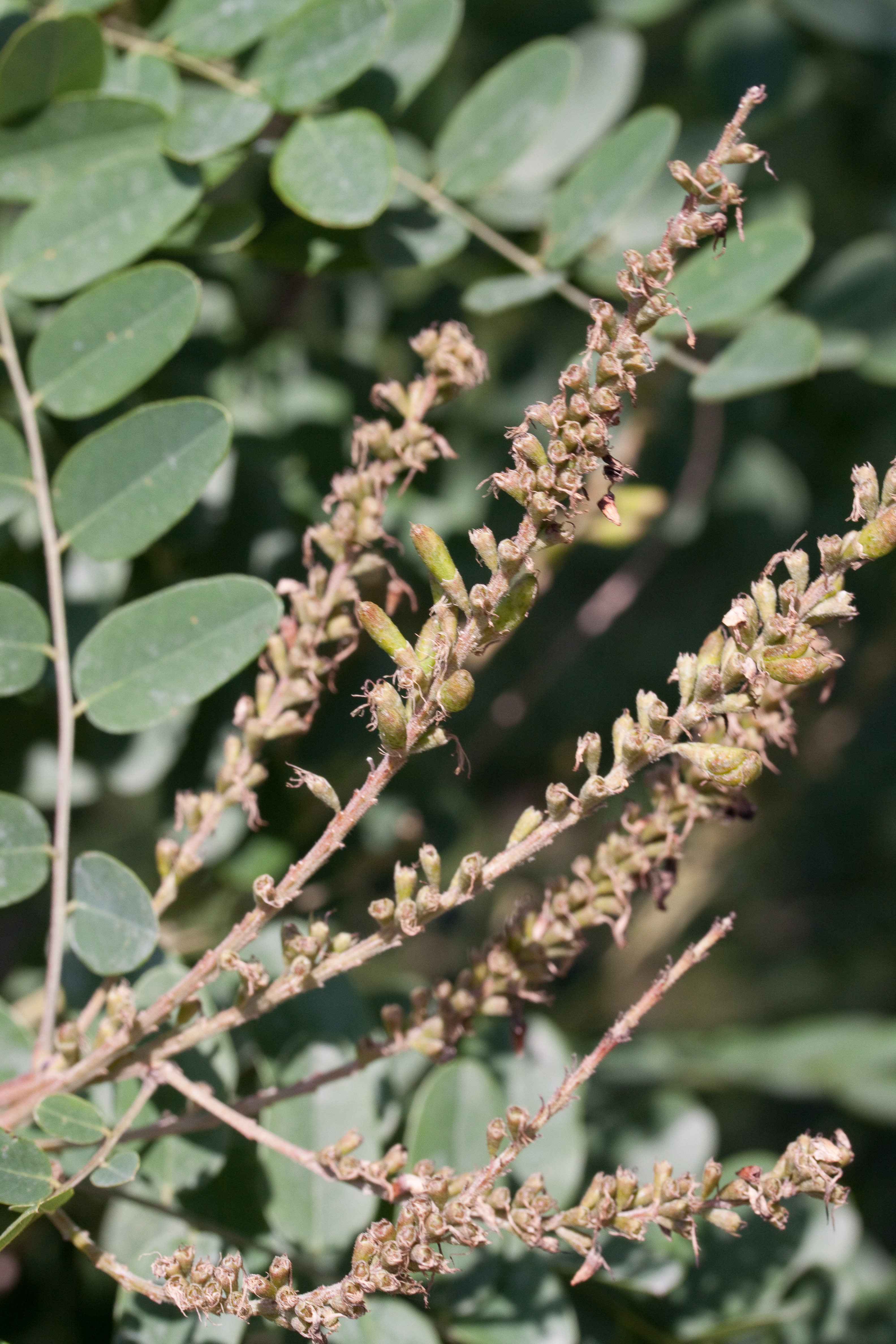
Jeunes fruits.